# Mirosław Milewski (piłkarz)
Mirosław Milewski (ur. 7 stycznia 1968 w Inowrocławiu) – polski piłkarz grający na pozycji obrońcy, trener piłkarski.

## Kariera
Jest wychowankiem Goplanii Inowrocław. W tym klubie rozpoczął również seniorską karierę, kiedy to w 1985 roku w wieku siedemnastu lat stał się zawodnikiem podstawowego składu. W 1988 roku został piłkarzem Zawiszy Bydgoszcz. W barwach tego klubu zadebiutował w I lidze, co miało miejsce 30 lipca 1989 roku w wygranym 1:0 spotkaniu ze Śląskiem Wrocław. Ogółem w Zawiszy rozegrał 34 mecze, strzelając jedną bramkę. W październiku 1989 roku przeszedł do Lecha Poznań. Z klubem tym w sezonie 1989/1990 został mistrzem Polski. W sezonie 1990/1991 reprezentował barwy Ostrovii Ostrów Wielkopolski, a po zakończeniu sezonu został zawodnikiem Goplanii Inowrocław. Jednakże już w sierpniu 1991 roku przeszedł do Chemika Bydgoszcz, gdzie spędził dwa sezony na poziomie drugiej ligi. Po spadku Chemika z ligi w 1993 roku został piłkarzem Petrochemii Płock. W klubie tym grał przez siedem lat, trzykrotnie awansując do pierwszej ligi. W sezonie 1999/2000 Milewski pełnił w płockim klubie funkcję rezerwowego, dlatego też w styczniu 2000 roku zdecydował się opuścić klub na rzecz Śląska Wrocław. Grając w Śląsku, awansował do pierwszej ligi, ale mimo to w styczniu 2001 został zawodnikiem drugoligowego Świtu Nowy Dwór Mazowiecki. Początek sezonu 2001/2002 spędził w pierwszoligowym Stomilu Olsztyn, ale już w listopadzie 2001 wrócił do Świtu Nowy Dwór Mazowiecki. W późniejszych latach grał w przeważnie czwartoligowych klubach: Jagiellonce Nieszawa, Zdroju Ciechocinek, Goplanii Inowrocław, Sparcie Janowiec Wielkopolski. Karierę kończył w 2006 roku we Włocłavii Włocławek.
Od 1 maja do 9 października 2006 roku był grającym trenerem Włocłavii. W styczniu 2007 roku objął Mazowsze Płock. 23 kwietnia 2007 roku wraz z Przemysławem Cecherzem został tymczasowym następcą Josefa Csaplára w Wiśle Płock. Funkcję tę Cecherz i Milewski pełnili przez tydzień, jako że 30 kwietnia nowym trenerem Wisły Płock został Czesław Jakołcewicz; Milewski pozostał w klubie jako asystent. 15 października ponownie został tymczasowym trenerem Wisły (wraz z Mariuszem Bekasem), a 19 listopada tych trenerów zastąpił Leszek Ojrzyński. 28 września 2008 roku powierzono mu pracę w charakterze trenera Zdroju Ciechocinek. 23 grudnia 2008 zastąpił Jarosława Sochackiego na stanowisku trenera Lecha Rypin. 1 października 2009 tę funkcję przejął od niego Wiesław Borończyk. 13 października tego samego roku przejął funkcję trenera Cuiavii Inowrocław. Z klubem tym współpracował do września 2011, zdobywając awans do III ligi. 7 kwietnia 2012 ponownie został trenerem Włocłavii. Funkcję tę piastował do października 2013 roku. 5 lipca 2016 roku Milewski został nowym trenerem Notecianki Pakość, którą prowadził do września 2019 roku. W październiku 2019 roku objął funkcję trenera Gopła Kruszwica.

## Statystyki ligowe
| Sezon         | Klub                         | Liga     | Mecze | Gole |
| ------------- | ---------------------------- | -------- | ----- | ---- |
| 1985/1986     | Goplania Inowrocław          | III liga | ?     | ?    |
| 1986/1987     | Goplania Inowrocław          | III liga | ?     | ?    |
| 1987/1988 (j) | Goplania Inowrocław          | III liga | ?     | ?    |
| 1987/1988 (w) | Zawisza Bydgoszcz            | II liga  | 8     | 0    |
| 1988/1989     | Zawisza Bydgoszcz            | II liga  | 20    | 0    |
| 1989/1990 (j) | Zawisza Bydgoszcz            | I liga   | 6     | 1    |
| 1989/1990     | Lech Poznań                  | I liga   | 7     | 0    |
| 1990/1991     | Ostrovia Ostrów Wielkopolski | II liga  | 15    | 0    |
| 1991/1992 (j) | Goplania Inowrocław          | III liga | ?     | ?    |
| 1991/1992     | Chemik Bydgoszcz             | II liga  | 30    | 3    |
| 1992/1993     | Chemik Bydgoszcz             | II liga  | 31    | 1    |
| 1993/1994     | Petrochemia Płock            | II liga  | 31    | 0    |
| 1994/1995     | Petrochemia Płock            | I liga   | 30    | 0    |
| 1995/1996     | Petrochemia Płock            | II liga  | 31    | 4    |
| 1996/1997     | Petrochemia Płock            | II liga  | 28    | 1    |
| 1997/1998     | Petrochemia Płock            | I liga   | 32    | 1    |
| 1998/1999     | Petrochemia Płock            | II liga  | 24    | 0    |
| 1999/2000 (j) | Petro Płock                  | I liga   | 4     | 0    |
| 1999/2000 (w) | Śląsk Wrocław                | II liga  | 23    | 2    |
| 2000/2001 (j) | Śląsk Wrocław                | I liga   | 11    | 0    |
| 2000/2001 (w) | Świt Nowy Dwór Mazowiecki    | II liga  | 15    | 2    |
| 2001/2002 (j) | Stomil Olsztyn               | I liga   | 8     | 0    |
| 2001/2002     | Świt Nowy Dwór Mazowiecki    | II liga  | 16    | 1    |
| 2002/2003     | Jagiellonka Nieszawa         | IV liga  | ?     | ?    |
| 2003/2004     | Zdrój Ciechocinek            | IV liga  | ?     | ?    |
| 2004/2005 (j) | Goplania Inowrocław          | IV liga  | ?     | ?    |
| 2004/2005 (w) | Zdrój Ciechocinek            | IV liga  | ?     | ?    |
| 2005/2006 (j) | Zdrój Ciechocinek            | III liga | ?     | ?    |
| 2005/2006 (w) | Sparta Janowiec Wielkopolski | IV liga  | ?     | ?    |
| 2005/2006 (w) | Włocłavia Włocławek          | IV liga  | ?     | ?    |
| 2006/2007 (j) | Włocłavia Włocławek          | IV liga  | ?     | ?    |